# Merchaw Am
Merchaw Am (hebr.: מרחב עם) – wieś położona w samorządzie regionu Ramat ha-Negew, w Dystrykcie Południowym, w Izraelu.
Leży w środkowej części pustyni Negew.

## Historia
Osadę założono w 2001.